# Keski-Uusimaa
Keski-Uusimaa är en finländsk sjudagarstidning som utges i Tusby. 
Keski-Uusimaa, som grundades 1918, har prägel av lokalt organ för det finska Mellannyland, det vill säga Kervo, Nurmijärvi, Sibbo, Träskända och Tusby. Tidningen hade på grund av inflyttningen till Helsingforsregionen i decennier en stigande upplaga; denna uppgick 2003 till 21 400 exemplar och 2009 till 20 189 exemplar. Tidningskoncernen, som 2004 hade drygt 600 anställda, utger ett tjugotal dags- och gratistidningar, bland dem Uusimaa i Borgå (sedan 1985) och Länsi-Uusimaa i Lojo (sedan 2004) samt Länsiväylä i Esbo.